# Споменик Сибињанин Јанку у Београду
Споменик Сибињанин Јанку је споменик у Београду. Налази се на Кеју ослобођења бр.19 у београдској општини Земун. Споменик је откривен 22. јула 2019. године.

## Подизање споменика
Поводом обележавања годишњице битке за Београд, која је вођена 1456. године против отоманских освајача, Влада Мађарске је поклонила Србији, споменик војсковође Јаноша Хуњадија, у Србији познатог као Сибињанин Јанко.
Како би се код грађана проширила свест о историјској повезаности два народа, Скупштина града Београда је, на иницијативу Амбасаде Мађарске, усвојила Одлуку о подизању споменика 20. априла 2017. године.
Споменик је постављен на Земунском кеју 22. јула 2019. године. Откривању споменика су присуствовали председник Мађарске Јанош Адер и председник Републике Србије Александар Вучић.
Аутор споменика Сибињанин Јанку је уметник из Будимпеште Иштван Мадараши. Уметник је пред откривање рекао да је тим делом коначно обележена битка која је била значајна за целу Европу, јер је зауставила продор Турске у Европу. Као основа у креирању овог споменика, послужио је  цртеж Хуњадија који је пронађен међу средњовековним документима.
Статуа је висока 2,3 метра, а изливена је од бакра. На споменику су видљива два симбола, крст и звоно. Крст је симбол жртве Јаноша Хуњадија за одбрану Европе од османских освајача, а звоно за победу извојевану под његовим вођством.